# Bosquet des Rocailles (La Salle de Bal)
Le bosquet des Rocailles ou salle du Bal est un bosquet des jardins de Versailles.

## Localisation

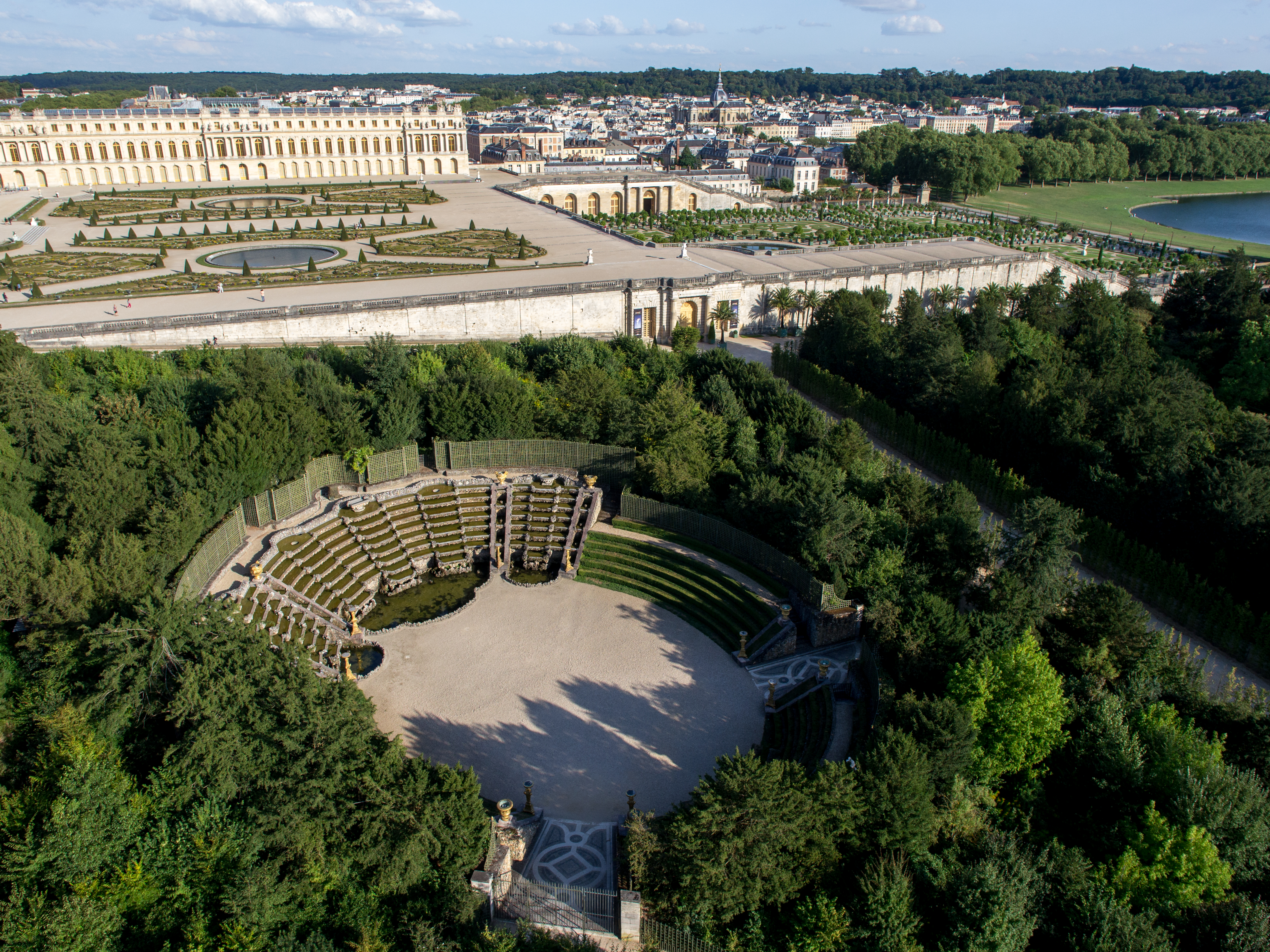
Vue aérienne de la salle de Bal avec en arrière-plan le parterre du Midi et l'Orangerie

Le bosquet des Rocailles se situe dans la partie sud-est des jardins. Bordant par le parterre de Latone et l'Orangerie; Il est voisin :
- à l'est, du parterre du Midi ;
- au sud, du bosquet de la Reine, séparé par l'allée de Bacchus-et-de-Saturne ;
- à l'ouest, du bosquet de la Girandole.

Le bosquet comporte trois entrées sur l'allée de Bacchus-et-de-Saturne, à son angle sud-ouest, en son milieu et une dernière à peu près aux trois-quarts. La dernière entrée est située sud l'angle nord-ouest[pas clair].

## Composition Paysagère et Architecturale

### Générale
Le bosquet comporte en son sein la « salle du Bal », une zone elliptique dégagée, rappelant le théâtre à l'Italienne. 
Sur environ le quart de son pourtour, cette salle accueille une cascade en gradins en meulière, silex, gogottes de Fontainebleau et coquillages de Madagascar. Certains éclats de lapis-lazuli sont également visibles.
En face, des gradins de buis.
À l'origine la composition était complétée par une île centrale artificielle, séparée du reste de la fosse par deux canaux. Sur leurs contours étaient posés quatre Vases tripodes à décor d’instruments de musique. Les vases furent supprimés du bosquet en 1706, déménagés au domaine de Marly où ils ornèrent la terrasse du château avant de disparaitre à la Révolution.
la verdure ainsi que les cascades sont striées de rampes de marbre du Languedoc, ce qui renforce cette idée de centralité spatiale forte comme si on dirigeait le regard dans la fosse plutôt que sur la scène.

Une autre idée forte du Bosquet dans sa disposition, ce sont les grandes allées boisées qui y mènent. Ainsi on découvre le bosquet au détour d'une allée, mettant en emphase la surprise à sa découverte.

Détails de la Cascade et des refends minéralisés de meulières, silex et lapis-lazuli
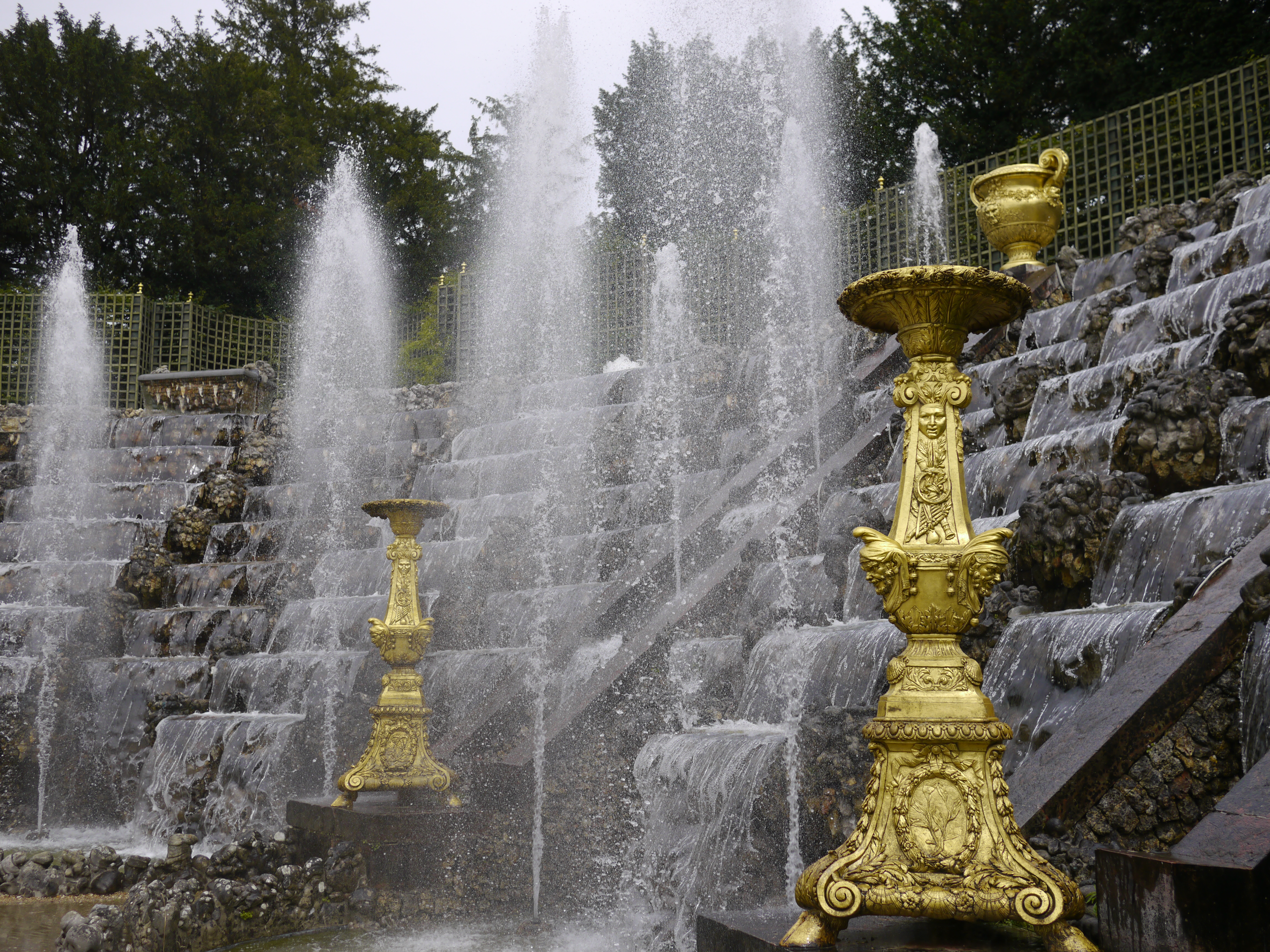
Cascades et jets d'eau à l'extrémité est de la salle
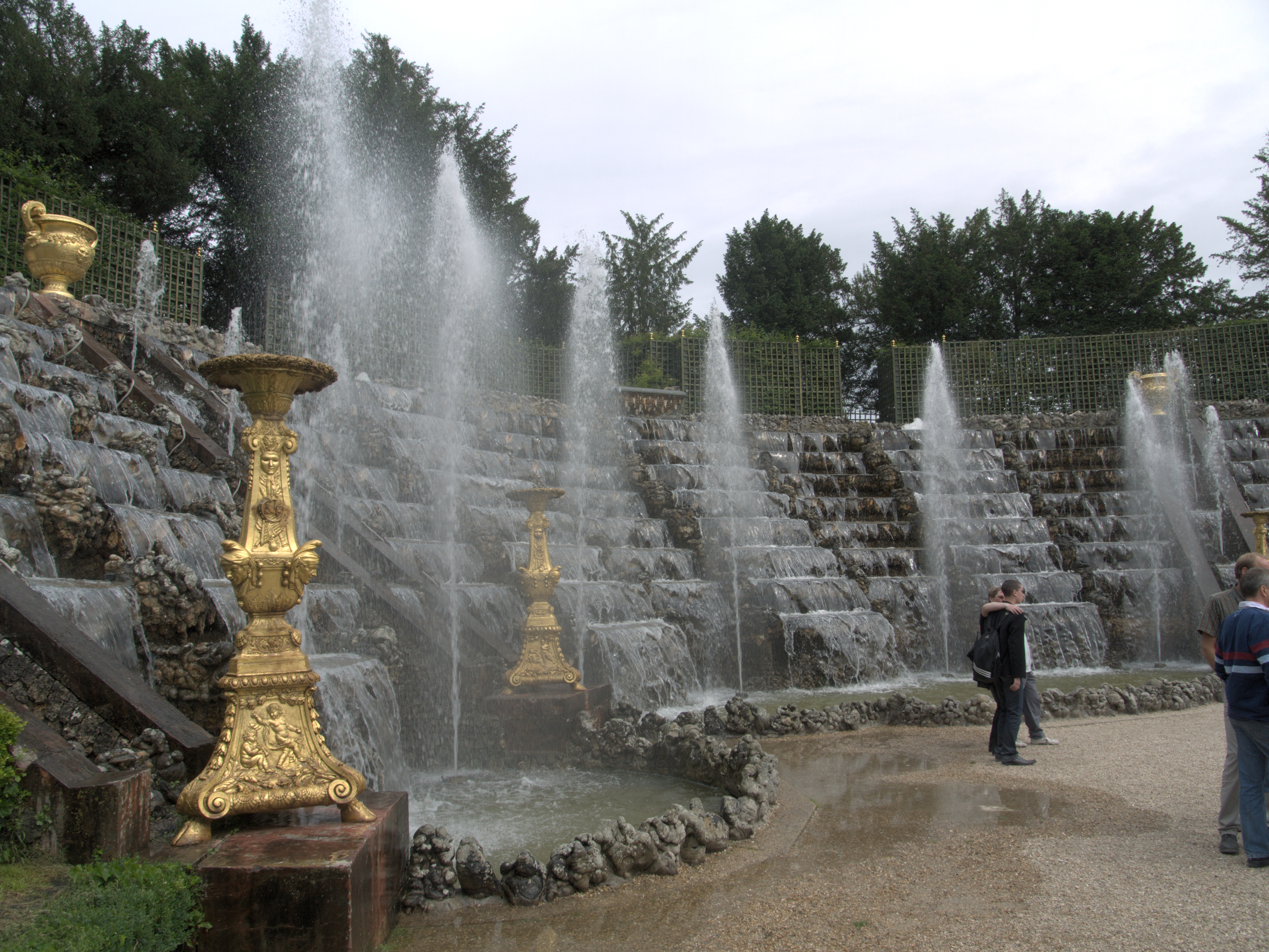
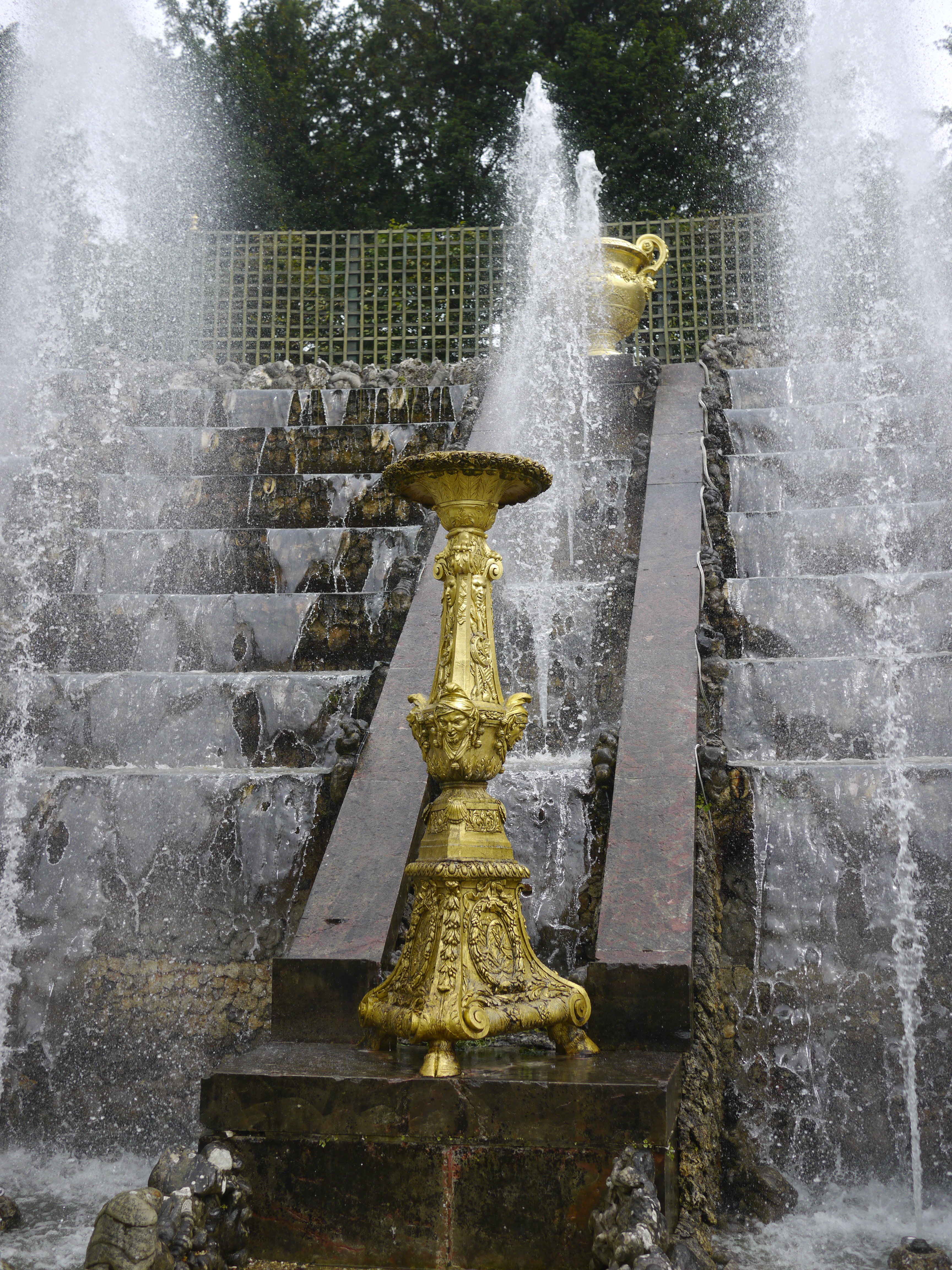
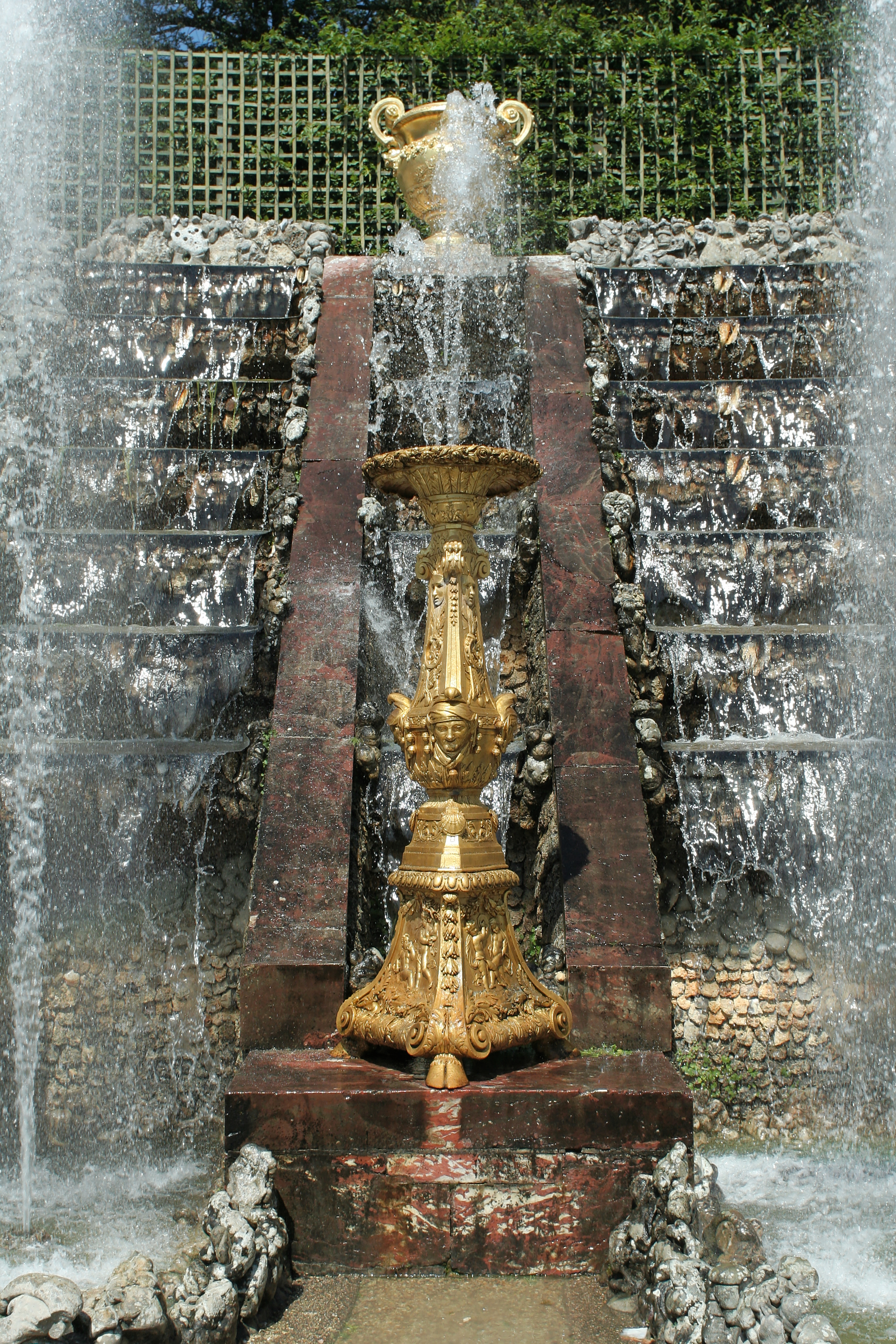
Rampes d'eau
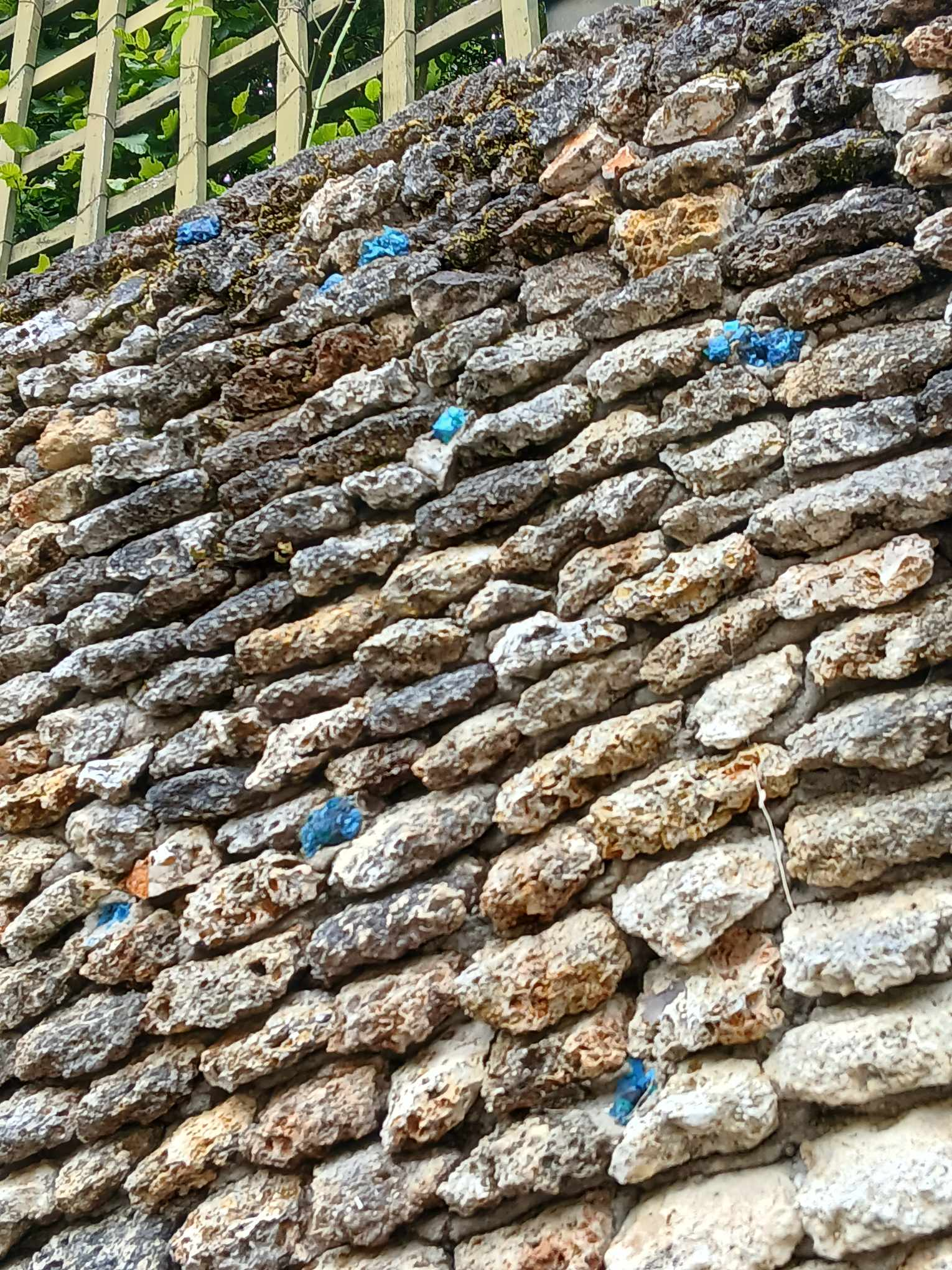
Détail d'un mur de meulière et de ses éclats de silex et lapis-lazulis

### Sculptures

#### Plombs
À l'est, quatre grands vases furent exécutés par Louis Le Conte, dit Le Conte de Boulogne : deux Vases aux anses supportées par une tête de dauphin; et deux Vases aux anses supportées par un protomé de lion. Ces vases rappellent le modèle Médicis.
Du côté des gradins, les quatre autres vases sont dus à Le Hongre, beau-père de Houzeau. De forme plus simple, ils comportent en revanche un relief continu sur la panse : la Scène de danse  et le Triomphe de Neptune et d’Amphitrite sont repris sur un mode enfantin par la Bacchanale d’enfants et le Triomphe marin d’enfants.
Au milieu de la salle, huit torchères. Elles évoquent l'ambivalence du lieu qui se veut autant diurne que nocturne.
Côté cascade, les quatre torchères de Pierre Legros et Benoît Massou, sont portées par des pieds de bœuf : le piètement est orné de scènes de chérubins.

Côté gradins, les quatre torchères de Noël Jouvenet et Pierre Mazeline, portées par des pattes de lion, sont ornées de reliefs d’instruments de musique et de figures de danseuses tenant des instruments de musique.

Détails des vases et torchères
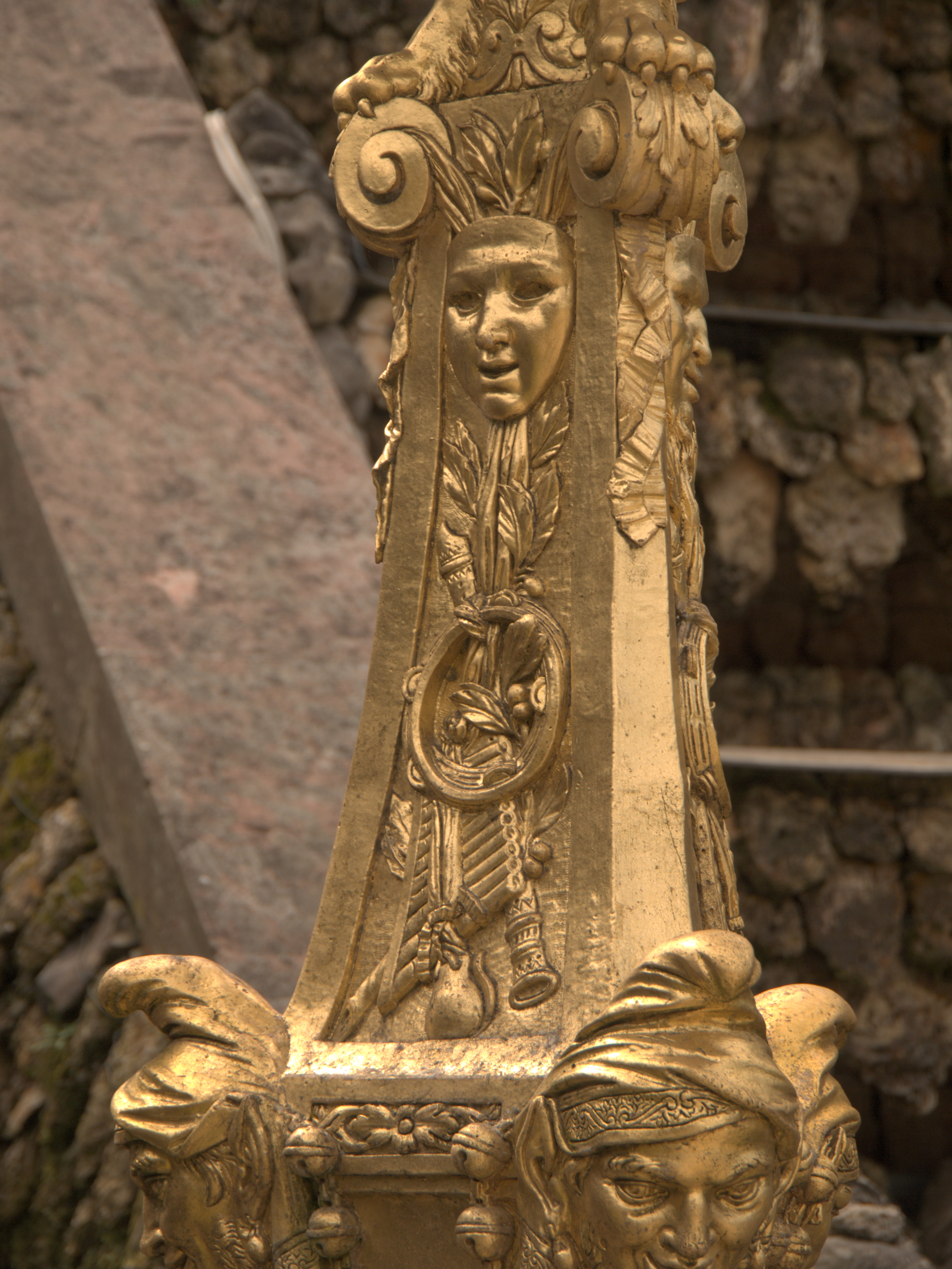
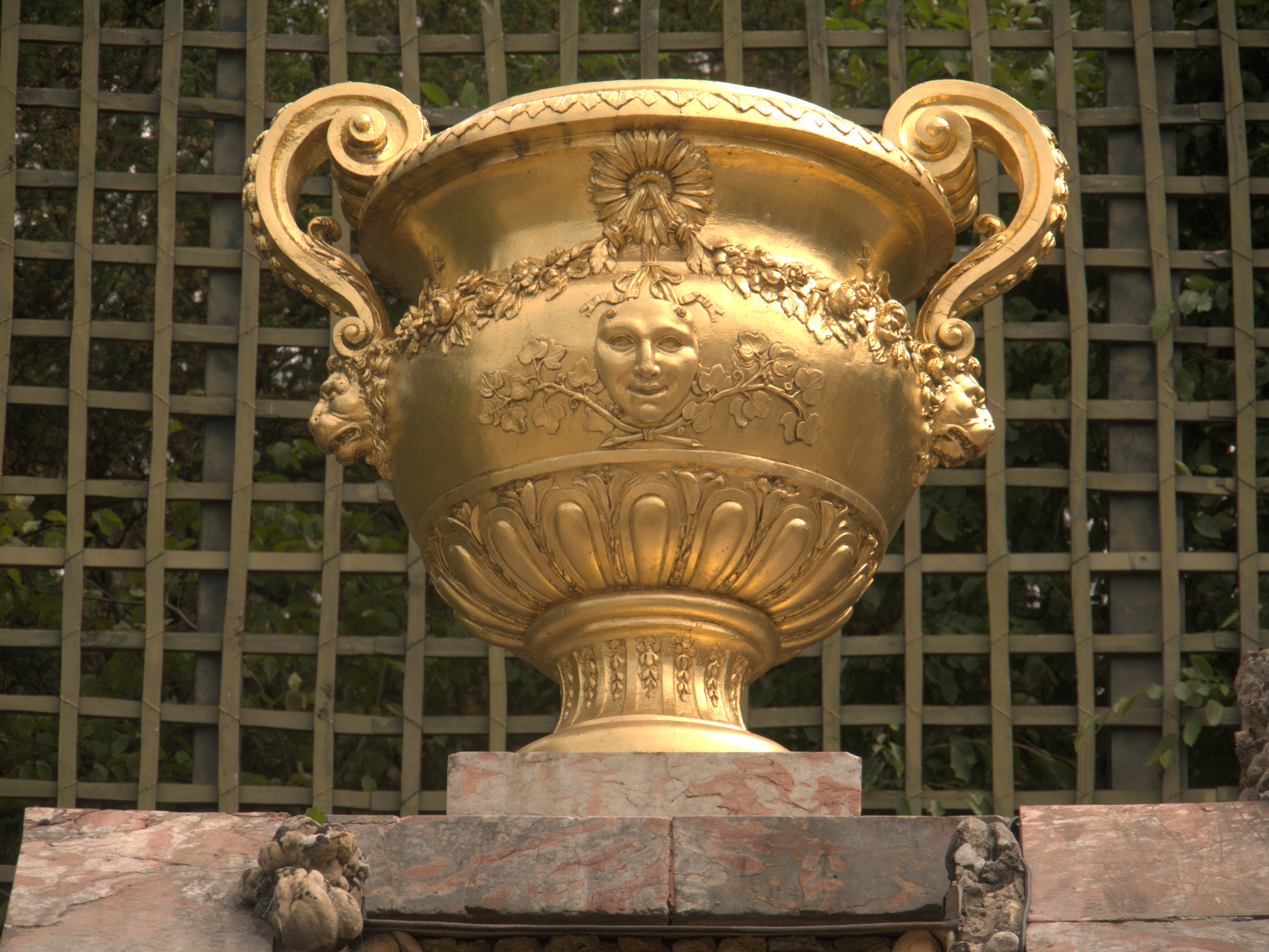
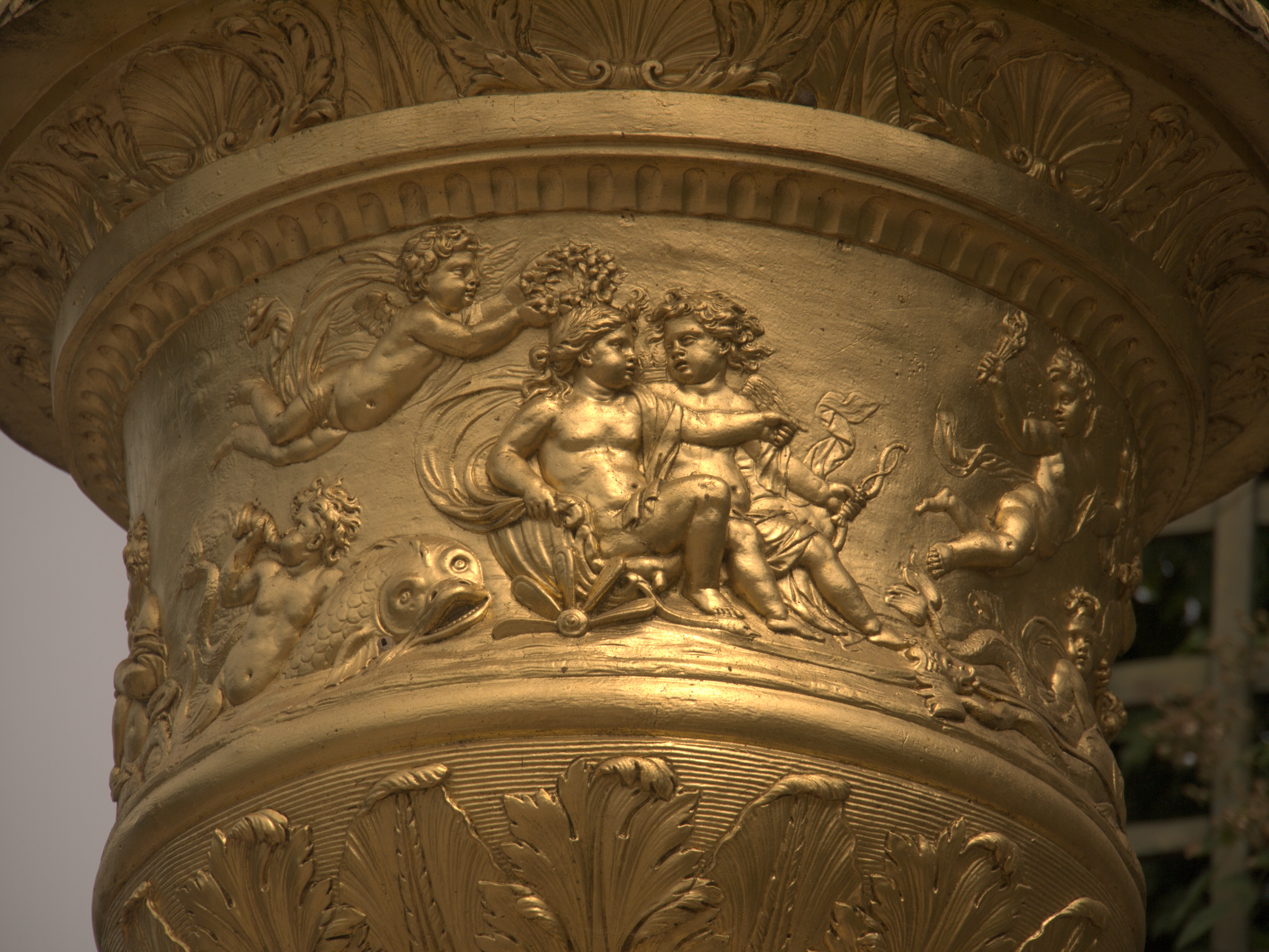
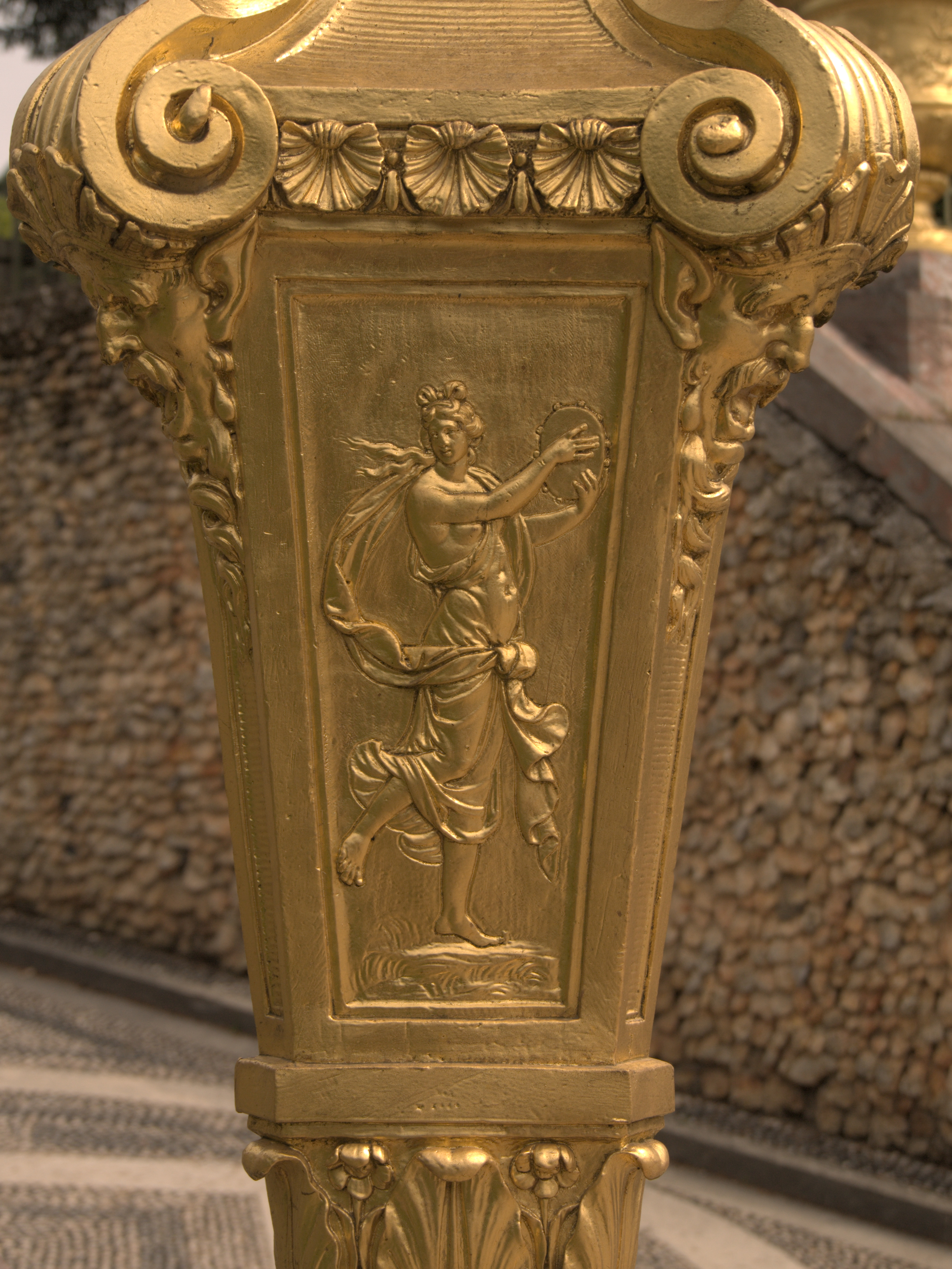
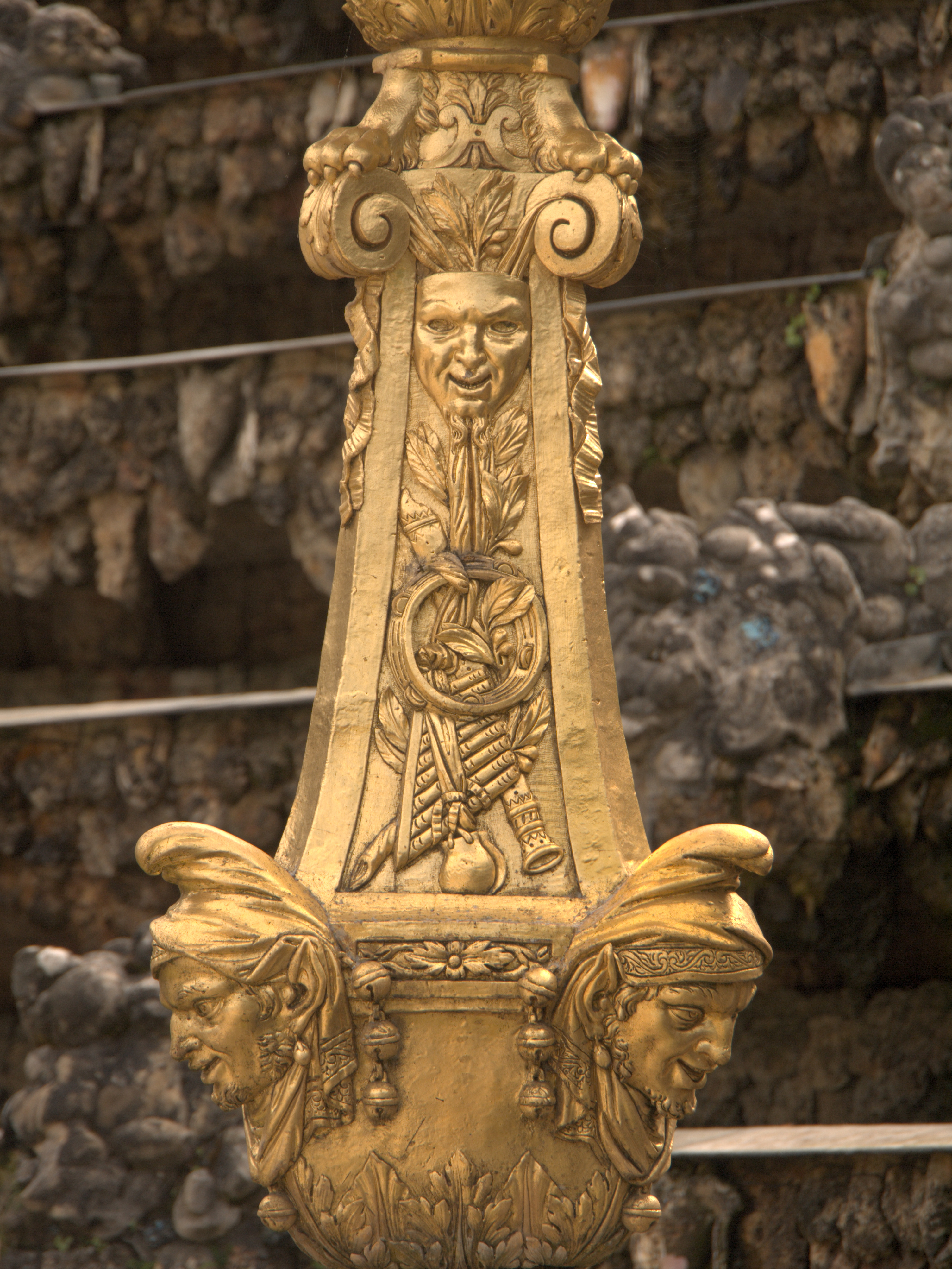
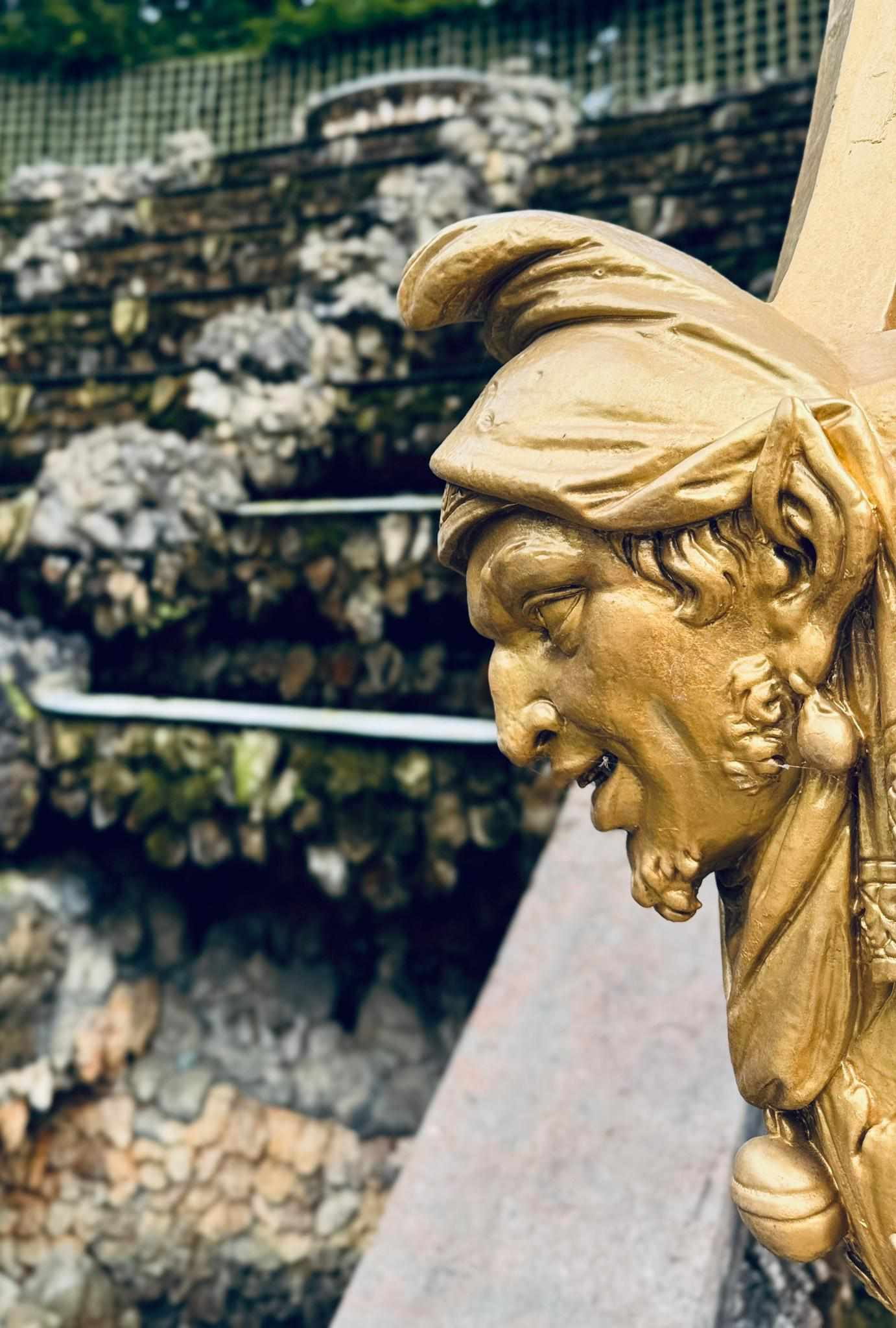

#### Marbres

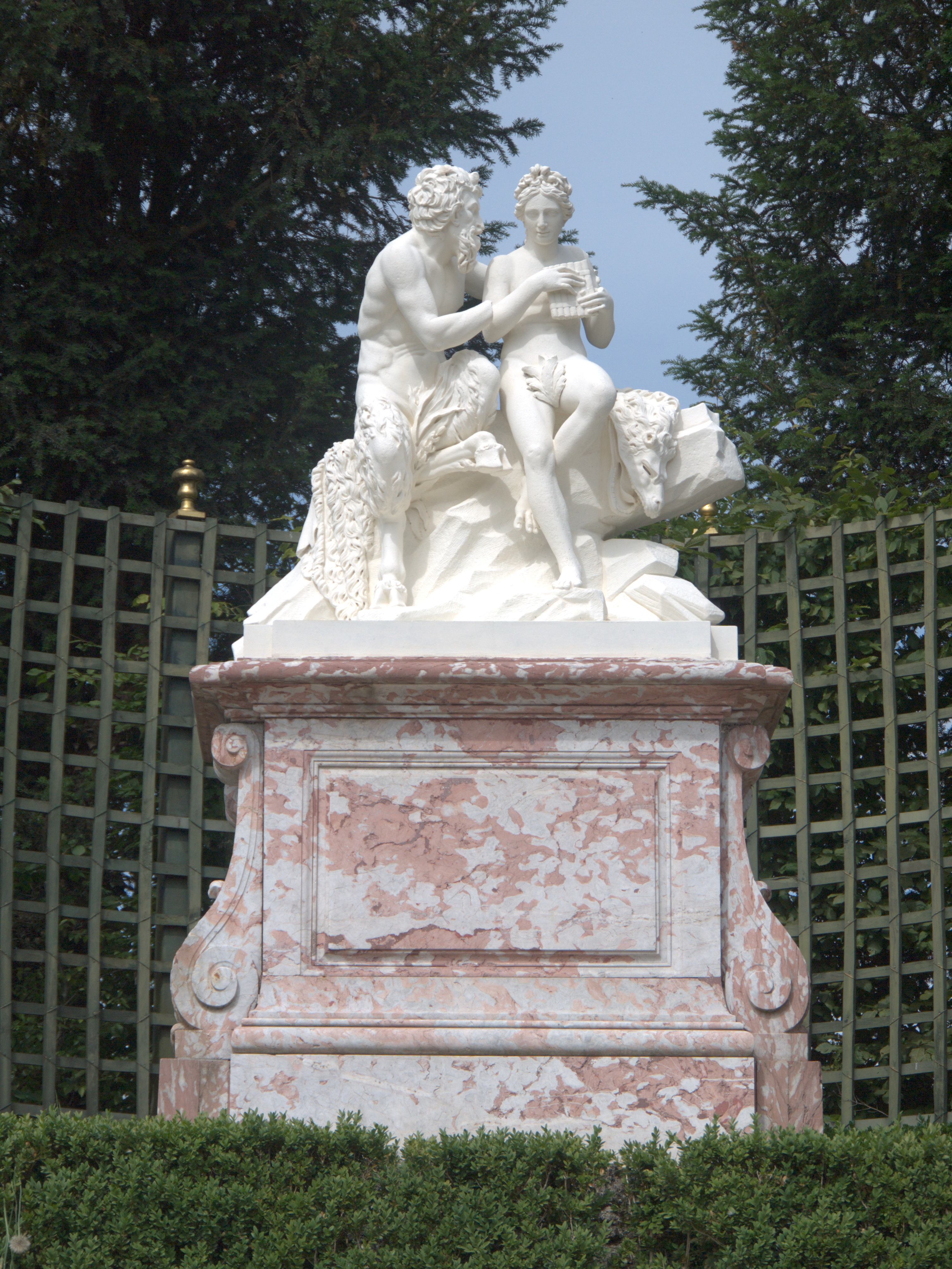
Marsyas et Olympe Ludovisi de Jean-Baptiste Goy

En haut des gradins, à l'endroit initial où se trouvaient les musiciens, plusieurs statuaires se sont succédé.
En 1712, le groupe de La Paix des Grecs, dit aussi Papirius et sa mère fut placé au bosquet de la Salle de bal, à l’ouest, sur un socle en marbre de Languedoc. Ce nouveau dispositif est visible sur une gravure de Jacques Rigaud. Le groupe de La Paix des Grecs provenait de l’entrée de l’allée royale. En vertu d’un arrêté de la Commission d’inspection des Anciens daté du 5 floréal an VI (24 avril 1798), le groupe de La Paix des Grecs fut transporté au jardin des Tuileries pour y être exposé. En 1857 il est déjà remplacé par le groupe Amour jouant avec un satyre, provenant de la collection du comte d’Artois et tiré des réserves de Versailles.
En 1877, la statue trônant sur la Salle de Bal devait être le Centaure Albani, alors au parterre du Laocoon au Grand Trianon. Cette requête émanant de l’architecte Charles-Auguste Questel ne sera cependant pas menée à bien et ce sera finalement Marsyas et Olympe Ludovisi de Jean-Baptiste Goy, qui y prendra place.

## Histoire

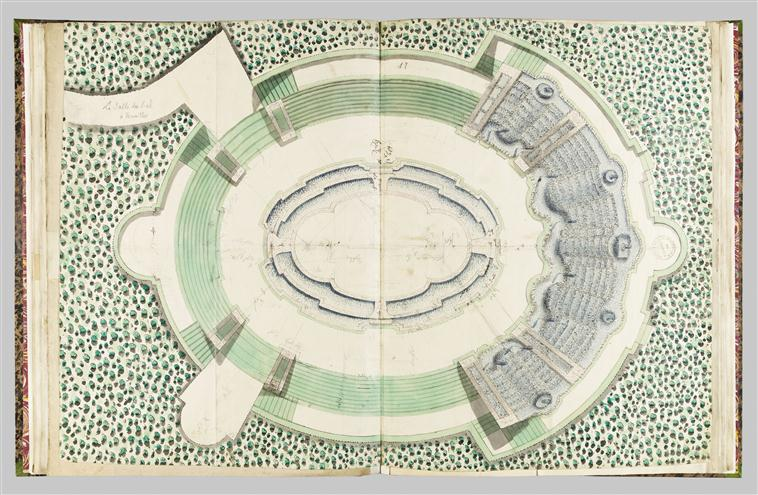
Premier plan du bosquet par André le Nôtre.

Aménagé par André Le Nôtre entre 1680 et 1683, le bosquet est le dernier composé avant l'installation de Louis XIV à Versailles. Il est inauguré en 1685. A cette occasion, il y sera organisé un banquet par le grand dauphin. La zone centrale formait une île ovale servant à l'origine de piste de danse, entourée par un petit canal. Cette piste est détruite au début du XVIIIe siècle. Elle comportait quatre Vases aux instruments de musique sculptés par François Fontelle,.

## Utilisations récentes
En 1980, la compagnie Ris & Danceries renoue avec la tradition en représentant un éventail de danses chorégraphiées par Louis Guillaume Pécourt et reconstituées par Francine Lancelot à partir des notations en système Feuillet.
La création du bosquet est le sujet du film Les Jardins du roi (2014) d'Alan Rickman.
Dans le cadre des Jardins Musicaux et des Grandes Eaux Musicales de Versailles, un morceau du Le Devin du village de Jean-Jacques Rousseau y est interprété, ainsi que L'Europe Galante de André Campra et un morceau du Phaéton de Jean-Baptiste Lully. 
Le passage de la flamme olympique s'y déroule le 23 juillet 2024 dans le cadre des Jeux Olympiques et Paralympiques d'été de Paris 2024.